# 投資家対国家の紛争解決
投資家対国家の紛争解決（とうしかたいこっかのふんそうかいけつ）とは、投資受入国の協定違反によって投資家が受けた損害を、金銭等により賠償する手続を定めた条項である。英語では Investor-State Dispute Settlement, ISDS と言われ、国際的な投資関連協定でこれを規定する条項は「ISDS条項」または「ISD条項」と呼ばれる。国内法を援用した締結済条約の不履行は慣習国際法（国家責任条文32条に反映）および条約法に関するウィーン条約27条で認められておらず、適用法規は国際法であることが多いため、国内法に基づいた司法的判断と異なる結果となる場合がある。

## 歴史
1990年代後半、とりわけ1995年以降のOECD多国間投資協定交渉などを通じて、国際仲裁の付託件数が急増したとされる。1996年に米企業のエチル社がカナダ連邦政府を相手にNAFTAに基づき国際仲裁を訴え、和解金を勝ち取ったこと（エチル事件）でISDS条項への注目が集まった。

## 概要

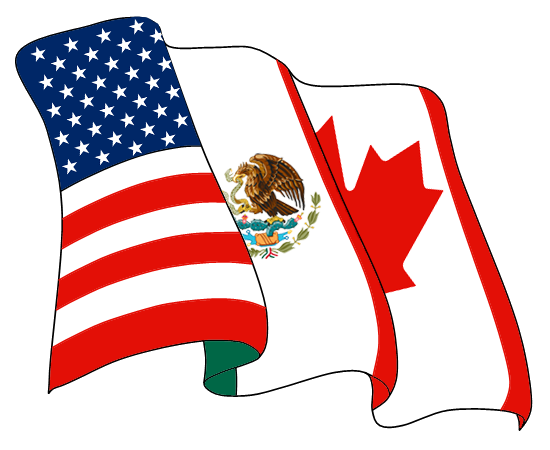
NAFTAのロゴ

慣例的に国際法上の紛争解決手続は国家間レベルで問題になるとされ、私人たる外国人投資家が投資先の国で違法な損害を被った場合、その救済のためには本国による外交的保護を待たねばならなかった。この制度下では、外国人投資家は、出先で問題が生じたとき、まずその国の国内裁定機関や裁判所において解決を図る必要がある（国内救済完了の原則）。だが、二国間投資協定が取り交わされている場合、外国投資家は当該協定違反を理由とした賠償請求を国家に対して直接に行うことが可能とされている。
国内救済手続との関係については、無規定型、二者択一型、国内救済手続放棄型、平行手続許容型、国内救済先行型がある。
外交保護制度とは違い、投資仲裁には基本的に国内救済完了原則はない。
投資家は投資協定当事国を相手方として、国際連合国際商取引法委員会または投資紛争解決国際センターに仲裁を申し立てることができる。
ドッジ(William S. Dodge)は、先進国間で締結される投資協定については、先進国・途上国間の場合とは異なる考慮が必要としている。NAFTA第11章は、先進国間において上記のような請求を認めた初のISDS条項であったため、アメリカ合衆国とカナダ双方にとって混乱を引き起こす原因となっている。

## 仲裁事例

### 環境保護に偽装した規制

#### SD Myers事件
カナダのPCB廃棄物を米国で処理していたアメリカ系企業がカナダ政府の廃棄物輸出禁止措置によって事業停止に至ったため、その損害賠償を求めて1998年に提訴した
。
仲裁廷は、当事国に高い環境保護を設定する権利がある一方で環境保護に偽装した規制は認められないとの判断基準を示したうえで、国内産業の保護を目的とした規制だったと認めるカナダ政府高官の発言や裁判所の判断があったこと、アメリカの処理業者の方が運搬距離が近いため事故や汚染の危険性がより少なかったこと、カナダの処理業者が国内企業1社しかなくアメリカの処理業者に競争力で劣っていたこと等を理由として、カナダ政府の規制が環境保護政策に偽装した自国業者の保護政策だと認定し、カナダ政府に5300万ドルの賠償を命じた。
尚、内国民待遇(第1102条)の解釈は協定の法的文脈を考慮する必要があり、保護主義的な意図は重要であるが必ずしも決定的ではなく、措置の実際の影響が必要要件であるとし、公正衡平待遇(第1105条)の解釈は国際法に従った待遇と解釈すべきであるとした。

#### Metalclad事件
アメリカ法人Metalclad社は、既にメキシコ連邦政府およびサン・ルイス・ポトシ州から廃棄物処理施設を建設する許可を得ていたメキシコ法人COTERIN社を買収した。
しかし、グアダルカサル(Guadalcazar)市民が建設反対運動を起こしたため、市は建設許可を市から得ていないとして建設中止命令を出した。
これによって操業停止に追い込まれたMetalclad社はICSIDに提訴した。
仲裁廷は、連邦政府による環境影響調査で環境に影響する可能性が低く適切な技術をもって施設を建設すれば埋立場に適していると評価されていたこと、メキシコの国内法では地方政府に本件の許認可権がないにもかかわらず地方政府が国内法に違反して連邦政府の許可を取り消したこと、連邦政府が許可した際に地方政府に許認可権がないことを会社に説明したにも関わらず連邦政府が地方政府の違法行為を事実上黙認したこと等を理由として、メキシコ行政府の対応に透明性が欠如し、国際法に違反していると認定して、NAFTA第1105条(公正衡平待遇義務)と第1110条(間接収用)の違反を認定し、メキシコ政府に賠償を命じた。
ただし、Metalclad社の賠償請求額のうちの一部は投資財産との因果関係がないとして減額された。

#### Tecmed事件
産業廃棄物処理施設の居住地からの最低距離要件を定める事後法を理由として、Tecmed社がメキシコに設立した子会社Cytrarの産業廃棄物処理事業の免許更新が拒否された件についての仲裁事例である。
この法律は遡及効を持たない事後法であったが、Cytrarは、代替地での事業継続を条件として、費用の自己負担による移転に同意していたが、免許更新申請時には代替地は見つかっていなかった。
仲裁廷は、正当な規制目的と投資財産の保護の均衡性(比例性)が取れていれば間接収用にはならないとしたうえで、Cytrarの法令違反が軽微なものであったこと、住民による反対運動はCytrarに責任がない理由であること、Cytrarが移転および費用負担に同意していたこと、環境や公衆衛生上の危険が証明されていないこと、住民の反対運動が比較的小規模であったこと等を理由として、許可更新を拒否するほどの正当な理由はなく、メキシコ政府の措置が環境保護目的に偽装した規制であるとして、Tecmed社の訴えを認めた。

#### エチル事件
カナダ連邦政府は1977年より国内で使用されてきたガソリン添加剤メチルシクロペンタジエニルマンガントリカルボニル(MMT)を、1990年に有害物質として禁止しようとしたが、有害性を実証できず
、禁止に踏み込めずにいた。そのため1997年4月に連邦政府の専権事項である通商権限に基づき、MMTの国内外の流通を規制した。
しかし、アルバータ州からカナダ国内通商協定に違反するとして提訴されたカナダ政府は、1998年に規制を撤回することになる。
同じ年に、操業停止に追い込まれたとして、エチル社もカナダ政府を提訴し、カナダ政府はエチル社に1300 万ドルを払って和解した。
環境保護よりも投資保護が優先されたとして諸国のNGO等が強く非難したが、本件は、必要な協議が十分に尽くされない(公正衡平待遇義務違反)まま実施された規制であって、「投資家 vs. 国家」、「環境保護 vs. 貿易・投資の自由化」のような単純な図式ではない。より多様な利害関係が交錯した出来事である。

### 実質的関税強化

#### ADMS事件
高果糖コーンシロップ(HFCS)を製造するアメリカ法人が、メキシコの砂糖以外の甘味料についての課税措置が、砂糖事業者への優遇措置であるとして提訴した。
仲裁廷は、NAFTA第1102条(内国民待遇違反)の「同様の状況の下」を意味を条約法に関するウィーン条約第31条に照らして通常の言葉で解釈したとし、HFCS事業と砂糖事業が「同様の状況の下」にあるとした。
さらに、HFCSを生産するメキシコ系企業が存在せず、国内産品より高い税を課すことでメキシコの砂糖産業を保護する意図と効果があるとして、内国民待遇違反を認定した。

### 政府の契約違反

#### アズリックス事件
アズリックス社（米企業エンロンの子会社）は、ブエノスアイレス州の水道サービスの民間コンセッションを1999年に受託するが、2002年に州政府を契約違反で提訴した。
その結果、2007年に仲裁廷は州に対して、小売物価指数その他の理由による料金改定が契約で認められていたにもかかわらず州政府が料金値上げを拒んだこと、水道事業の譲渡前に完了すべきとされた工事の義務を州政府が履行しなかったこと、そのことの起因するとされた水道品質の低下の責任をABA社に帰して州政府が水道料金の不払いを住人に呼びかけたこと等を理由に、公正衡平待遇義務違反を認定し、約1億6,500万ドルを賠償としてアズリックス社に支払うよう命じた。ただし、投資財産への影響が収用に相当する程度に至っていないとして収用違反は認定されていない。

#### ヴィヴェンディ事件
1995年にフランスのヴィヴェンディ社の前身CGE（1998年からヴィヴェンディ社）とその子会社CAA社は、アルゼンチンのトゥクマン州の上下水道の民営化事業を落札した。サービス開始後に水道水の濁りが発生し、住民による水道料金支払いへのボイコットが生じた。トゥクマン州政府は健康上の問題が無いと判断し、当初は本件を問題視しなかった。しかし、政権交代後に州政府は健康上の被害を表明。CAAに対し罰金等の賦課を行い、料金の徴収を差し止めるなどした。これに対して、CAA社はコンセッション契約違反を訴えて州政府を提訴した。
その結果、州政府の対応は国家権力による違法行為であり、CAA社の資金的存続性に破壊的な影響を与えたとして、仲裁廷は2007年にヴィヴェンディ社に約1億ドルの賠償金を支払うよう州政府に命じた。

### 少額賠償

#### Pope & Talbot事件
米国・カナダ協定によって軟材の輸出許可制がとられたことによって、輸出手数料が徴収されて損害を被ったとして、アメリカ法人が提訴した。
仲裁廷は、内国民待遇違反や収用違反を認定せず、カナダ政府の再審査手続の不備によりアメリカ法人が不必要な支出を迫られたとして公正待遇義務違反のみを認定した。
しかし、賠償額は約40万ドルしか認められず、これは仲裁費用(両当事者とも各約75万ドルずつ)と弁護費用(カナダ政府は約390万加ドル、企業側は不明)の合計よりも小さい。

### 却下事例

#### UPS事件
アメリカの宅配便業者ユナイテッド・パーセル・サービスが、カナダ関税法改正によってカナダの郵便事業が優遇されるとして提訴した。仲裁廷は、諸国における郵便事業と宅配業の認識の差等を根拠に両者が「同様の状況の下」にないとして、内国民待遇違反はないと判断した。

#### Methanex事件
カリフォルニア州がガソリン添加剤MTBEの使用を禁止したことによって、原料となるメタノールを生産していたカナダ法人が添加剤ETBEの原料であるエタノールの生産事業者との差別を内国民待遇違反として提訴した。
仲裁廷は、MTBE/ETBEとメタノール/エタノールの商品の違いを根拠として「同様の状況の下」にないとして内国民待遇違反はないと判断した。

#### Waste Management事件
Waste Management社の現地子会社Acaverdeがメキシコのアカプルコ市と締結した契約では、ゴミ収集サービスを排他的に行うこと、市がゴミ処理場を提供すること、アカプルコ市が毎月支払いをすること等を定めていたが、アカプルコ市が契約違反を行なったとして提訴した。
仲裁廷は、収用に相当する政府による恣意的な介入が無い場合の事業の失敗を補償することは収用規定の機能ではない、投資協定はビジネス判断の誤りに対する保険ではないとしたうえで、アカプルコ市の契約違反の背景にはアカプルコ市の責任だけでなくAcaverdeの事業見通しが楽観的すぎたことがあること、契約違反後もAcaverdeが顧客にサービスを提供し手数料を受け取ることができていたので投資財産(現地法人)の支配及び利用を失っていないこと等を理由として、Waste Management社の訴えを退けた。

#### Thunderbird事件
米国企業がメキシコでアーケード・ゲーム施設を建設・運営する事業計画を推進していたが、メキシコ政府がゲーム法違反を理由に事業許可を取り消したため、投資に損失が生じたとして提訴した。
仲裁廷は、メキシコのゲーム法がギャンブルを禁止していること、当該ゲームにギャンブルの要素が含まれるにも関わらず会社がメキシコ政府にギャンブルの要素がないと説明したことによって許可を得たことを理由として、この許可が公正衡平待遇条項の「正当な期待」を構成しないとして、米国企業の訴えを退けた。

### 濫訴認定事例

#### Europe Cement事件
ポーランドのEurope Cement社がトルコによるコンセッション契約の終了がエネルギー憲章条約に違反しており、それによって損害を受けたとして提訴した。
トルコ政府がトルコの会社の株式の所有の証明を求めたところ、一転して、Europe Cement社は仲裁手続の中止を求めたが、トルコ政府が反対したため仲裁は継続した。
仲裁廷は、申立人の手続濫用を宣言し、訴訟費用の全額を申立人が負担するように命じた。

#### Cementownia事件
仲裁廷は、申立人の手続濫用を宣言し、詐欺的申立を付託した申立人に手続の全費用を支払うよう命じた。

## ISDS条項に基づく請求の例
投資協定により投資家に与えられる実体的保護として、内国民待遇、最恵国待遇、公正かつ衡平な待遇、収用の制限といったものがある。投資家の国家に対する請求は、これらの保護が受けられなかったことを根拠とするものである。
- カナダの製薬会社アポテックス社は、NAFTA第11章に基づき、アメリカ合衆国裁判所の連邦法解釈の誤りによって、NAFTA第1102条（内国民待遇）及び第1105条（国際法に沿った待遇の最低基準[† 5]）への違反が生じていると主張して争った。アポテックス社はまた、ファイザー社勝訴とした問題の合衆国裁判所判決は、抗うつ剤「ゾロフト」の後発医薬品へのアポテックス社の投資に対するNAFTA第1110条の収用に当たるものであって、明らかに不当であると主張した[23]。アポテックス社は、国内における明らかに不当な法的判断は、実質的には正義の否定（denial of justice）と同視でき、国際法違反となり得るとの信条に依拠している[24][25]。同社は、プラバコールの簡略化された新薬承認申請と、ブリストル・マイヤーズスクイブ社が有するとされている特許に関連した合衆国の規制条項をめぐり、同様の請求を行なっている。アポテックス社は、異なるジェネリック品をめぐり、2つの訴えを起こしている。もっとも、2011年8月20日時点で、仲裁裁判所はその管轄の所在に関して決定を下していない。アポテックス社は、管轄に関する問題が解決された場合に再度申立てを行う権利を侵害・放棄するものではないとの留保を付した上で、2番目に行った仲裁通知に係る申立てを取り下げた[23]。合衆国政府は上記の請求に対し積極的に争うとしている。
- 合衆国国民であるメルヴィン・ハワードは、センチュリオン健康事業団及びハワード家の家族信託を代理して、カナダに対し、1億6000万米ドルを請求する旨の通知を行った。同氏は、リージェントヒルズ医療センターに係るプロジェクトがカナダの負うNAFTA第11章の義務に違反するやり方で進められていると主張している[26]。主張の内容として、まず、カナダ政府は、合衆国の投資家に対してカナダ政府を通じた明確な案内を実施しておらず、外科医療サービスといった独占的な医療サービス市場における合衆国の競業者に対して与えられるべき最善の待遇を提供していないことから、カナダの市町村や州を通じて直接的にNAFTA第1102条の義務に違反しているとする。加えて、原告に対して与えられている待遇よりも良い待遇をカナダの投資家に与えていることに照らして、投資家や企業に対するカナダの最恵国待遇違反があるといえ、NAFTA第1103条に定められた義務に反するとしている[26]。この請求は、カナダ保健法により、誰もが自由に利用できる保険適用の対象となる医療サービスを備えていることといった要件が各地方自治体において満たされるようカナダ連邦政府が保障するとされていることに対し、特に異議を呈している。これを受けて、カナダ連邦政府は、同法を通じて、NAFTA第1502条及び第1503条に沿った「国営企業」及び「政府による独占事業」の二つを置くこととなった[26]。
- 合衆国の農薬製品メーカーであるケムチュラ社は、カナダ政府が、カナダ保健省（PMRA）を通じて、不当にリンデン含有製品（ノミハムシの発生を抑えるため、なたね、からし種子、あぶらなといった作物に使用したり、ハリガネムシ予防のため穀物に使用する）に係る農薬ビジネスを終了させたと訴えている。ケムチュラ社は、NAFTA第1105条（待遇の最低基準）及び第1110条（収用）違反を主張している[27]。
- 2008年8月25日、米企業ダウ・アグロサイエンス社は、2,4-D成分を含む除草剤の販売と、一定目的の使用を禁じたケベック州の措置により生じたとされる損害について、NAFTA第11章に基づき、仲裁を求める旨の通知を行った[28]。
- たばこ警告表示の強化とプレーンパッケージ化(ブランドやロゴタイプの禁止)を盛り込んだ「たばこ包装規制法」を打ち出したオーストラリア政府を相手どって、米タバコ大手フィリップ・モリスのアジア法人、フィリップ・モリス・アジア（PMA）は、パッケージの知的財産権が侵害されたとしてオーストラリアと香港間の二国間投資協定中の条項に基づいて2011年に損害賠償を求めて提訴した。当該法案は、差別的なものではなく、重要な公衆衛生問題への対処を目的としたものであったとKyla TienhaaraとThomas Faunceは主張している[29]。一方で、申立人は、当該規制による喫煙者減少効果の証明がなく、健康保護を隠れ蓑にした外国企業の排除、すなわち、2010年時点で市場シェア37.5%のブランド競争力[30]を不当に削ぐものだとし、その結果として違法タバコが横行する危険性も指摘した[31][10]。当該法律は貿易・知的財産に関する条約上の義務と矛盾しており、規制によって喫煙者が減少するどころか逆効果も懸念されることから、オーストラリア内外の諸企業からも反対の声が挙がっている[31]。

## 議論
ISDS条項には、以下のような利点があるとされている。
- 恣意的な政治介入や司法制度が未確立な国の裁判を避け、公正な手続で第三国において仲裁を進めることが可能となる[32]
- 投資家とその本国は、投資活動に対して実効的な保護手段を確保できる[† 6]
- 保護に対する期待から外国からの投資が促されるので投資受入国にとって望ましい[33]
- 紛争が投資家と投資受入国の間で直接的に処理されるので、国家間の外交関係が損なわれない[33]
- 投資家の本国にとっては投資家の代わりに外交的保護を行使して相手国に請求を行う必要がないのでコストを削減できる[34]

東京大学大学院総合文化研究科の清水剛准教授は、仲裁廷が適用する国際法の中立性は自明ではないが、投資受入国法と比較して相対的に中立的であると見なしうるとしている。

### 仲裁コスト
2009年の調査によると、ISDS関連の事件のうち、訴額が10億ドルを超える請求は33件、最も高いものでは500億ドルに上り、そのほかの100件については100ドルから9億ドルが請求されているという。
経済産業省は、相当のコストや期間や現地政府との関係悪化や報道による悪影響を考慮して付託に二の足を踏む企業が多く、結果的に付託事例はインフラ・資源開発など巨額投資が絡むケースが多いとしている。
そのため、投資協定違反に対する問題解決手段は、必ずしも投資仲裁に限定されるわけではなく、弁護士を通じた事前交渉等を行なう場合が多い。
また、投資協定に「ビジネス環境整備小委員会」を設置する例が増えており、これは紛争になる前にビジネス環境を改善する枠組みで、1社だけではない業界全体の問題をまとめて提起できるなどのメリットがある。
仲裁のコストは、金銭的コストとして、まず仲裁機関に支払うべき費用がある。具体的には、仲裁の申立てに2万5000ドル、仲裁判断の解釈、修正、取消しに1万ドル、管理費用として年2万ドル、仲裁人のための日当（1日あたり3000ドル）や事案の複雑性等を考慮して適切と考えられる費用、その他諸々の支払いが必要となる。加えて、多額の弁護士費用の問題もある。ICSID仲裁に比べ、UNCITRAL仲裁ルール等に基づくアドホック仲裁は時間や費用がかさむ傾向があると言われる。仲裁に要した費用は、当事者が特別の合意をしなければ仲裁廷が決定することになっており、敗訴者に全額負担させた例もある。オーストラリア国立大学のキーラ・ティンヘル研究員は、原則として負けた当事者が負担することとされているが、事案の性質等を考慮した上で、ICSCDは、弁護士費用も含めて、これらの費用を当事者双方に分担して支払わせることも可能としている。2005年のUNCTAD発表によると、投資家・国家間紛争において、投資家にあたる会社が支払った仲裁費用・弁護士費用は400万ドル、政府側にかかった費用は、平均して仲裁費用に40万ドル、弁護士費用として100万～200万ドルであった。
また、時間的なコストについても併せて考える必要がある。紛争解決までに要する時間は、平均3～4年、比較的単純な例でも2～3年はかかり、最長事例になると、申立てから仲裁判断がなされ、その最終的な取消決定まで13年を要している。

### 政府規制
民主主義的な選挙により成立した政府が有する公衆衛生、環境問題及び人権に関連した改革や立法・政策方針を実施するための能力にISDS条項が及ぼす影響について、多くの議論が巻き起こった。
NAFTA加盟国でみると、政府を相手方とした係属中の案件は、現時点で60を超えており、その中には、公衆衛生、環境規制に関わる一連の請求も含まれている。
政府を相手方としたこれらの請求は、そのほとんどが認められずに終わっている。
シドニー大学のパトリシア・ラナルドは、高いコストを伴う投資家からの請求を恐れて規制の立法化がなされなかった例は、カナダにおけるたばこパッケージ法案が提出されなかったケースをはじめ、いくつもあるとしている。カナダ・ヨーク大学のグス・ヴァン＝ハートン准教授も、投資家の国家に対する請求（のおそれ）は、国内政府の公衆衛生や環境保護法案の通過に係る能力を顕著に抑制する可能性があり、そうであるにもかかわらず、これらの請求は、公衆に対して責任を負わず、広い憲法的・国際的な人権規範というものを考慮に入れて行動する必要がなく、紛争当事者から報酬を得ているビジネス・ロイヤーによって、秘密裡に行われていると指摘している。
一方で、適切な環境保護措置を制限しないか、あるいは、環境問題と自由貿易を両立する規定が設けられている協定もある。例えば、NAFTAには、生命や健康の保護において国際標準より厳しい基準を採用することを認め、また、投資促進を目的として健康、安全及び環境の規制を緩和することは不適当とする規定がある。
NAFTAのS.D.Myers事件における仲裁判断では、当事国は高い環境保護レベルを設定する権利を有し、環境保護に偽装した規制を行なってはならず、環境保護と経済発展は相互補完関係にあるべきと判示した。

### 手続的議論
UNCITRAL、ICSIDといった仲裁廷における手続には、以下のような議論がある。

#### 透明性
UNCITRALが扱った紛争の履歴を保存している組織は現状存在していないため、具体的な紛争に関して公表されている情報はほとんどない。一方、ICSIDでは自らの公式ウェブサイトで、過去に出された判断を公開している。
ICSID管理財務規則第22条第1項では、事務総長は仲裁登録情報を含むセンターの運営に関する情報を適切に公開しなければならないとし、ICSID仲裁規則第48条第4項では、当事者の同意のない仲裁判断の公表を禁じる一方で、判断の抜粋は速やかに公表するとしている。
清水剛は、ICSID仲裁では仲裁付託の申立は必ず公開され仲裁判断の公開は当事者の合意によるが、法的判断の要約は必ず公開され仲裁判断もかなりの数が実際に公開されているとしている。加えて京都大学大学院法学研究科の濵本正太郎教授が監修した論文では、当事者による公開は禁止されていないので、ICSID仲裁廷の判断の殆どは公表されているとしている。

#### 仲裁廷の構成
ICSIDでは、仲裁廷は当事者の合意により1人または奇数の仲裁人で構成される。
当事者が仲裁人の選定方法等に合意しない場合、各当事者によって任命された各1人の仲裁人と当事者の合意によって任命した仲裁廷長の3名で構成される。
当事者が仲裁人を選定しない場合は候補者名簿からICSIDの議長が当事者の国籍以外の仲裁人を選ぶ。
当事者の合意により任命された場合を除き、仲裁人の過半数は当事者の国籍以外の者でなければならない。当事者の合意により任命する場合は、仲裁人は候補者名簿以外から選んでも良い。
ラナルドは、当事者によって選ばれた仲裁人が「仲裁人」であると同時に当事者の代理人としての側面を持っているとして、訴訟における裁判官のような独立性は望めず公衆衛生問題等に配慮した判断は期待できないとしている。
これに対して清水は、中立性条項(UNCITRAL仲裁規則6条4項)、国籍条項(ICSID条約3条、同仲裁規則1条3項、UNCITRAL仲裁規則6条4項、7条3項)、忌避手続(ICSID条約57条,58条,同仲裁規則9条、UNCITRAL仲裁規則10条-12条)等の中立性保証のための様々な手続きが設けられており、仲裁人は中立の義務があり、当事者に十分な機会を与えなくてはならないとしている。
また、ICSID条約51条では仲裁人の涜職(corruption)があった場合の再審を認めている。

#### 先例拘束性
仲裁廷の判断は紛争当事者のみを拘束するものであって、仲裁廷は以前になされた判断に拘束されない。
但し上智大学の横島路子によると、その判断において先例を参照する仲裁裁判例は多いとしている。

#### 上訴制度
ラナルドによれば、仲裁廷の判断に対する上訴制度は用意されておらず、仲裁廷の判断の統一性を図るための手続的な手当てがなされているとはいい難いとしている。
一方で、条約文の細かい差異による判断の非一貫性は想定の範囲である、条約の個別性と多様性を重視すると一貫した解釈は望ましくない、適用法規の解釈が異ならなくても事件の事実評価によっても判断が食い違う、仲裁判断の非一貫性は通常の成長苦であって特筆すべき問題ではない、上訴により訴訟コストや時間が膨大になり簡便な仲裁手段の意義が失われる、上訴により濫訴が増える等の理由で反対意見もあり、OECDの多数国は上訴機関の設置が望ましいとしながらも慎重であり緊急課題とはみなしていない。
清水は、必ずしも投資受入国裁判所に比べて判断の安定性が高いとは限らないが、途上国の裁判所に比べれば判断の安定性は格段に高いと予想されるとしている。
また、手続の重大な瑕疵、仲裁合意に従っていない場合、権限を越えた仲裁判断等において仲裁判断の取消を求めることができるとしている。

#### 悪用・濫訴の可能性
Europe Cement事件（上述）では、Europe Cement社が仲裁対象の会社の株を所有していないとしてトルコ政府が反論すると、突然にEurope Cement社は仲裁手続の中止を求めた。
しかし、トルコ政府が仲裁中止に反対したため継続され、Europe Cement社が証拠を提出できないことを認めたため、仲裁定は訴訟費用の全額(仲裁機関の費用約26万ドル、トルコ政府の弁護費用約390万ドル)をEurope Cement社に負担するよう命じた。
仲裁廷は、この仲裁結果が濫訴防止に役立つとしている。
日本共産党などは、フィリップモリス事件（上述）が世界中で「主権を侵害しかねない」と大問題になっている一例としている。
これに対して、濵本正太郎が監修した論文では、申立人が健康保護措置を隠れ蓑にした外国企業の排除措置であると主張しているように、当該措置が本当に公共衛生を目的としたものか、あるいは、公共衛生を隠れ蓑にした外国企業排除かが争点であって、これを、国家の正当な規制権限が外国企業により不当に攻撃されるとする指摘は的外れだとしている。

## 各国の対応

### 日本
経済産業省は、この条項により「恣意的な政治介入を受ける可能性の高い国や、司法制度が未確立な国の裁判所ではなく、公正な手続にもとづき第三国において仲裁を進めることが可能」としている。
内閣官房は、日系企業の投資を進出先国の協定違反による損害から保護するために有効な手段の一つになる、日系企業が損害賠償を勝ち取った例がある、国の制度変更が求められることはない、投資に関する義務違反がなければ賠償が命じられることはない、公的医療保険制度は投資分野の義務から除外されているとしている。
また、個別の食品安全基準の緩和は議論されておらず、WTOの「衛生植物検疫措置に関する協定」（SPS協定）で認められている必要な措置を実施する権限を放棄させられることは考えにくいとしている。
中野剛志、藤井厳喜、佐藤ゆかりらは、上記のSD Meyers事件、Metalclad事件、エチル事件等をこの条項の悪用の事例であるとして、この条項の危険性を指摘している。
これらの指摘に対して、金子洋一と河野太郎は、政府側が敗訴した事例には、政府による外国企業に対する不当な差別が見受けられること、また、日本政府が1978年の日本エジプト投資協定以降に締結した25協定の内、日比EPAを除く24協定には、海外に投資する日本企業の利益保護を目的とした紛争手続の規定が記載されている事実を説明すべきだと述べている。
先進国とのISD条項の危険性の主張に対して、金子洋一は、米国フィリップモリス社が香港子会社を通じて豪州に迂回投資した仲裁付託事例でも香港と豪州の投資協定の保護対象となるように、先進国が日本の他の投資協定を利用して訴えることは可能だが、それでも、わが国が訴えられた例は1つもないとしている。
同様の迂回投資の事例として、野村インターナショナルは、チェコ銀行IPBの株式をオランダ国籍のペーパーカンパニーに譲渡することでチェコ-オランダ投資協定の保護対象とし、その後のチェコ政府の措置により損害が生じたとして賠償を勝ち取っている。
日本とエジプト、スリランカ、中国、トルコ、香港、バングラデシュ、ロシア、モンゴル、パキスタンとの投資協定では、投資家の定義からペーパーカンパニーを除外せず、かつ、ペーパーカンパニーの利益否認条項を置いていないため、このようなペーパーカンパニーを通じた迂回投資も投資協定の保護対象となる。

### オーストラリア
オーストラリア・アメリカ合衆国間の自由貿易協定（AUSFTA）交渉は、オーストラリア自由党のハワード政府によって2003年から進められた。このとき、アメリカは、オーストラリアにおける医薬品給付制度に基づく薬剤価格調整、検疫法、遺伝子組換え食品へのラベリング等の、商品の流通や農業を超えた公共衛生、社会政策等に関わる点を問題とし、その上で法令や政策によって投資財産が害された場合に投資家に政府を相手方として訴える手段としてISDS条項を規定するよう求めたことから、オーストラリアではすさまじいばかりの国民論議が巻き起こった。結果、AUSFTA施行のための法案は医療及びメディア関連箇所の修正を経た上でやっと承認され、ISDS条項は協定の最終合意から除かれた。AUSFTAは、アメリカが締結した二国間投資協定のうちISDS条項を含まない唯一の協定である。
その後も、オーストラリア国内においてISDS条項に関する議論は継続してなされた。2007年に成立したオーストラリア労働党政府の指示により、オーストラリア生産性委員会は、2009年から国民の意見募集や調査を行い、2010年12月に最終レポートを作成、公表した。このレポートは、「二国間投資協定や経済連携協定におけるISDS条項はオーストラリアの投資家より実体的・手続的に大きな保護を外国投資家に与えるものであり、オーストラリア政府はこれを協定に含めないよう努めるべきである」としている。
2011年、オーストラリアのギラード政権は、途上国との間で締結する貿易協定に、投資家・国家間の紛争解決条項を入れる運用は今後行わないと発表した。実際に、2012年8月にマレーシアとの間で発効したFTAにはISDSは含まれていない。発表の内容は次のとおりである。「法の下において外国企業と国内企業は同等に取り扱われるべきであるとの内国民待遇の原則は支持する。しかしながら、我々政府は、外国企業に対して国内企業が有する権利と比べてより手厚い法的権利を付与するような条項は支持しない。また、我々政府は、それが国内企業と外国企業を差別するようなものでない限り、社会、環境、経済分野に係る法規を定立するオーストラリア政府の権限を制限するような条項も支持しない。政府は、たばこ製品に、健康に関わる警告文を付す、あるいは無地のパッケージにする等の要件を課すことが可能であり、また、医薬品給付制度を継続していく権限も有している。これらに対して制約を課すような条項は認めていないし、今後認めることもない。過去において、オーストラリア政府は、オーストラリア産業界の要請を受けて、貿易協定を途上国との間で締結するにあたり、投資家と国家間の紛争解決手続条項を規定しようとしてきた。ギラード政府は、かかる運用を今後行わない。オーストラリアの企業が取引相手国のソブリンリスクを懸念するのであれば、それを踏まえて、企業において当該国への投資を行うべきか否かを自ら評価し判断する必要があるだろう。オーストラリアに投資する外国企業は、国内企業と同等の法的保護を受ける権利を有している。しかし、ギラード政府は、投資家-国家間紛争解決条項を通じて、外国企業により大きな権利を与えることはない」
オーストラリアの貿易大臣であったサイモン・クリーンは、環太平洋戦略的経済連携協定（TPP）にISDS条項を含めるべきかという点について、否定的な見方を示している。
オーストラリア国立大学研究員のキーラ・ティンヘルとシドニー大学研究員のパトリシア・ラナルドは、このオーストラリア政府の方針について、投資紛争に関与したことが殆どない国の不可解な政策であるとし、AUSFTA以後の歴代政府がISDS条項を含む貿易協定を締結してきたにも関わらずこのような政策転換をしたのは驚きであるとして、その理由を推測する記事をInvestment Treaty Newsに投稿した。
この二人は、いくつかの法律事務所が非難し、いくつかのNGOが支持しているが、オーストラリアの国内議論は殆ど盛り上がっていないとしている。
また、TPP交渉の場ではアメリカの圧力などによりその方針を維持するのは難しいかもしれないとしている。

### 韓国
韓国で、2006年から2007年にかけて協議・締結された米韓FTAにISDS条項があるとして、他の条項と共に「毒素条項」という名でメディアに取り上げられて問題となり、米国の要求で米韓FTAにこの条項を入れたと野党が反発した。
これに対して、韓国政府は盧武鉉政権時代の草案にも含まれている、野党が反対する名目とするこの条項は当時の与党が制度の必要性に共感して入れたと反論した。
週刊ダイヤモンド編集部の河野拓郎は、この条項を除き、韓国では「毒素条項」は解釈ミスとして騒動はほぼ収束したとしている。

### アメリカ合衆国
連邦裁判所でなく国際法廷が裁くのは「国家主権の侵害」との声が大きくなり、トランプ政権はISDS条項を否定する方針を取ったと鈴木宣弘は主張している。進出先の国で有利になるのはグローバル企業のみとして反発があり、米国のTPP離脱の最大の要因となった。